# Giuseppe Azzimonti
Giuseppe Azzimonti (fl. XX secolo) è stato un calciatore italiano, di ruolo centrocampista.

## Carriera
Ha disputato otto stagioni con la Pro Patria, dal 1920 al 1928, totalizzando 68 presenze.
Ha debuttato il 24 ottobre 1920 nella gara Cremonese-Pro Patria (1-2), realizzando la prima rete. Con la maglia dei bustocchi ha giocato per una stagione in Divisione Nazionale, collezionando 7 presenze e 2 gol.